# Jablanac
Jablanac (italsky Iablanazz, maďarsky Tengervárad) je malá vesnice a přímořské letovisko v Chorvatsku v Licko-senjské župě, spadající pod opčinu města Senj. Nachází se pod pohořím Velebit, asi 41 km jižně od Senje. V roce 2011 zde trvale žilo 83 obyvatel. Počet obyvatel zde, podobně jako u jiných vesnic v této oblasti, výrazně klesá, např. v roce 1910 žilo v Jablanaci 1 101 obyvatel a v roce 1961 ještě 700.
Sousedními vesnicemi jsou Prizna, Starigrad a Stinica.